# 南三行
南三行是中華民國大陸時期，位于上海的上海商業儲蓄銀行、浙江兴业银行和浙江实业银行三家民营银行的合称。南三行以上海为基地，在经营上互相声援、互相支持，互派董事监事，虽没有联营或集团的组织形式，但存在一定的联合性，是一种独特的银行集团。有时也会加上新华信托储蓄银行称南四行。与南三行相提并论的是北四行。

## 简介
1932年，银行联合准备库未成立前，南三行互相对开户头，使三行之间的票据，可不托其他银行、钱庄代理，而自行轧抵清算；三行中头寸有紧缺时，互相融通支援；三行相互代理收解，互通往来，并在利息上给予优惠等。在互兼董监方面，浙江兴业、上海两行中均有浙江实业银行的人担任董事；浙江实业银行的董事会中，也有上海、浙江兴业两行的人担任；浙江兴业银行的人还担任浙江实业银行的监察。
三家银行经常互相声援，互相支援。三家银行都是在第一次世界大战期间，抓住有利时机，打下了基础；经营管理上比一般银行出色，致力于银行近代化，注重人才培养；与外国资本的企业和银行联系较多，从而在开展业务上和获取利润方面得到便利；当权者的基本政治态度是反对北洋军阀，因此国民政府建立后，这三家银行都有不同程度的发展。
中华人民共和国成立后，三行在大陆先后实现公私合营，1952年12月参加金融业全行业公私合营，与其他行庄共同组成统一的公私合营银行。仅上海商业储蓄银行在台湾恢复营业。